# (16942) 1998 HA34
A (16942) 1998 HA34 a Naprendszer kisbolygóövében található aszteroida. A LINEAR projekt keretében fedezték fel 1998. április 20-án.